# Sericopelma fallax
Sericopelma fallax är en spindeartl som beskrevs av Cândido Firmino de Mello-Leitão 1923. 
Sericopelma fallax ingår i släktet Sericopelma och familjen fågelspindlar. Inga underarter finns listade i Catalogue of Life.